# Міхаель Шимпельсбергер
Мікаель Шимпельсбергер (нім. Michael Schimpelsberger, нар. 12 лютого 1991, Лінц) — австрійський футболіст, захисник клубу «Вельс».

## Клубна кар'єра
Народився 12 лютого 1991 року в місті Лінц. Вихованець юнацьких команд футбольних клубів ЛАСК (Лінц), «Аустрія» (Відень), «Ред Булл» та «Твенте».
У дорослому футболі дебютував 2010 року виступами за команду нідерландського «Твенте», в якій провів один сезон, взявши участь лише у 2 матчах чемпіонату. 
До складу клубу «Рапід» (Відень) приєднався 2011 року. Протягом п'яти років відіграв за цю команду лише 53 гри у першості Австрії.
Згодом провів три сезони у «Ваккері» (Інсбрук), а 2019 року перейшов до «Санкт-Пельтена». У цій команді за сезон провів лише дві гри у чемпіонаті, після чого її залишив.
У лютому 2021 року приєднався до лав третьолігового «Вельса».

## Виступи за збірні
2007 року дебютував у складі юнацької збірної Австрії, взяв участь у 28 іграх на юнацькому рівні, відзначившись 4 забитими голами.
З 2010 року залучався до складу молодіжної збірної Австрії. На молодіжному рівні зіграв у восьми офіційних матчах.